# Louisa Harland
Louisa Clare Harland, née le 31 janvier 1993, est une actrice irlandaise.
Elle est connue pour ses rôles d'Orla McCool dans le sitcom Derry Girls de Channel 4 (2018-2022) et de Nell Jackson, personnage principal de la série de Disney+ Renegade Nell (2024).

## Enfance et jeunesse
Louisa Harland est née à Dublin d'un père nord-irlandais, Harland a deux sœurs aînées, Katie et Ellie.
Elle faisait partie du Ann Kavanagh Youth Theatre à Rathfarnham et s'est formée à la Mountview Academy of Theatre Arts de Londres.

## Carrière

### Télévision et cinéma
Après avoir obtenu son diplôme, Louisa Harland a décroché le rôle récurrent de Kayleigh dans la série Love/Hate de RTÉ One en 2011. Elle est ensuite apparue dans les films Standby de Rob Burke (2014) et Lost in London de Woody Harrelson (2017).
En 2017, il a été annoncé que Harland avait été choisi pour incarner Orla McCool, la cousine excentrique d'Erin Quinn (Saoirse-Monica Jackson), dans le sitcom Derry Girls de Channel 4. La première saison diffusée en janvier 2018 a obtenu un grand succès tant critique que public. Elle a été suivie d'une deuxième saison sortie en mars 2019 et d'une troisième et dernière saison en octobre 2022,.
Le 26 juin 2020, Louisa et ses collègues de Derry Girls ont réalisé un sketch avec Saoirse Ronan pour l'émission spéciale de collecte de fonds de RTÉ: RTÉ Does Comic Relief. Les bénéfices de la soirée ont été reversés aux personnes touchées par la pandémie de COVID-19. Cette même année, Harland apparaît dans le film Boys from County Hell.

### Radio
En mars 2021, Louisa Harland donne la réplique à Sam Otto dans une adaptation de la pièce Endless Second, de Theo Toksvig-Stewart, pour BBC Radio 4. Puis, en mai de la même année, elle joue dans Snowflake, une adaptation du premier roman de Louise Nealon, pour BBC Radio 4.

## Vie privée
Louisa Harland vit à Londres sur Ladbroke Grove. Elle est en couple avec l'acteur anglais Calvin Demba.

## Filmographie

### Cinéma
- 2014 : Standby : Julie
- 2017 : Lost in London (en) : Stella
- 2018 : Sunday Tide : Violet (Court métrage)
- 2020 : Boys from County Hell (en) : Claire McCann
- 2022 : BabyDolls : Barbara (Court métrage)

### Télévision
- 2011 : Love/Hate (en) : Kayleigh (4 épisodes)
- 2016 : Doctors : Caz Ellison (épisode : Peanut)
- 2016 : Harley and the Davidsons (mini-série) : la secrétaire
- 2018 : Finding Joy : Tara (épisode : Letting Go
- 2018-2022 : Derry Girls : Orla McCool (rôle principal)
- 2019 : Handy : Finnoula (épisode pilote)
- 2020 : The Deceived : Cloda O'Donnell (4 épisodes)
- 2023 : Big Boys (en) : Kerry McCall, sage-femme (épisode The Night When)
- 2024 : Renegade Nell (en) : Nell Jackson (rôle principal)

## Théâtre
- 2018 : Cotton Fingers : Aoife ; Salle commémorative d'Aberaeron, Aberaeron[16]
- 2019 : Glass. Kill. Bluebeard. Imp.' : Niamh ; Royal Court Theatre, Londres[17]
- 2023 : Dancing at Lughnasa : Agnès ; Théâtre Olivier, Royal National Theatre], Londres[18]
- 2023 : Ulster American : Ruth Davenport ; Riverside Studios, Londres [19]
- 2024 : Le Long Voyage vers la nuit : Catherine ; Théâtre Wyndham, Londres